# Lumsden (circonscription saskatchewanaise)
Pour les articles homonymes, voir Lumsden, Regina (homonymie) et Qu'Appelle.
Circonscription électorale provinciale du Canada
Lumsden (ensuite Regina County, Qu'Appelle et Qu'Appelle-Lumsden) est une circonscription électorale provinciale de la Saskatchewan au Canada. Elle est représentée à l'Assemblée législative de la Saskatchewan de 1905 à 1995.
Issue des 25 premières circonscriptions de la nouvelle province de la Saskatchewan en 1905, elle s'appelle brièvement Regina County entre 1908 et 1912. En 1934, la circonscription s'agrandit d'une partie de North Qu'Appelle. Renommée Qu'Appelle est 1975, elle change à nouveau de nom en 1982 pour Qu'Appelle-Lumsden. La circonscription est abolie en 1995 et redistribuée parmi Regina Qu'Appelle County, Lumsden-Morse et Last Mountain-Touchwood.

## Liste des députés
| Parlement                                                                                             | Années    | Député                       | Député                     | Parti                        |
| Lumsden                                                                                               | Lumsden   | Lumsden                      | Lumsden                    | Lumsden                      |
| --- | --------- | ---------------------------- | -------------------------- | ---------------------------- |
| 1re                                                                                                   | 1905–1908 |                              | Thomas Walter Scott        | Libéral                      |
| Regina County                                                                                         |           |                              |                            |                              |
| 2e | 1908–1912 |                              | Frederick Clarke Tate (en) | Provincial Rights Party (en) |
| Lumsden                                                                                               |           |                              |                            |                              |
| 3e | 1912–1917 |                              | William John Vancise (en)  | Libéral                      |
| 4e | 1917–1921 |                              | William John Vancise (en)  | Libéral                      |
| 5e | 1921–1924 |                              | William John Vancise (en)  | Libéral                      |
| 6e | 1925–1929 | Hugh Kerr Miller             |                            | Libéral                      |
| 7e | 1929–1934 |                              | James Fraser Bryant (en)   | Conservateur                 |
| 8e | 1934–1938 |                              | Henry Mang (en)            | Libéral                      |
| 9e | 1938–1944 | Robert S. Donaldson          |                            | Libéral                      |
| 10e                                                                                                   | 1944–1948 |                              | William Sancho Thair (en)  | Néo-démocrate                |
| 11e                                                                                                   | 1948–1952 |                              | William Sancho Thair (en)  | Néo-démocrate                |
| 12e                                                                                                   | 1952–1956 |                              | William Sancho Thair (en)  | Néo-démocrate                |
| 13e                                                                                                   | 1956–1960 | Clifford Honey Thurston (en) |                            | Néo-démocrate                |
| 14e                                                                                                   | 1960–1964 | Clifford Honey Thurston (en) |                            | Néo-démocrate                |
| 15e                                                                                                   | 1964–1967 |                              | Darrel Verner Heald (en)   | Libéral                      |
| 16e                                                                                                   | 1967–1971 |                              | Darrel Verner Heald (en)   | Libéral                      |
| 17e                                                                                                   | 1971–1975 | Gary Lane (en)               |                            | Libéral                      |
| Qu'Appelle                                                                                            |           |                              |                            |                              |
| 18e                                                                                                   | 1975–1978 |                              | Gary Lane (en)             | Libéral                      |
| 19e                                                                                                   | 1978–1982 |                              | Gary Lane (en)             | Progressiste-conservateur    |
| Qu'Appelle-Lumsden                                                                                    |           |                              |                            |                              |
| 20e                                                                                                   | 1982–1986 |                              | Gary Lane (en)             | Progressiste-conservateur    |
| 21e                                                                                                   | 1986–1991 |                              | Gary Lane (en)             | Progressiste-conservateur    |
| 22e                                                                                                   | 1991–1995 |                              | Suzanne Murray             | Néo-démocrate                |
| Circonscription redistribuée parmi Regina Qu'Appelle County, Lumsden-Morse et Last Mountain-Touchwood |           |                              |                            |                              |